# Sonya Jeyaseelan
Sonya Jeyaseelan (née le 24 avril 1976 à New Westminster, Colombie-Britannique) est une joueuse de tennis canadienne, professionnelle du milieu des années 1990 à 2004.
En 2000, elle a joué à deux reprises le 3e tour en simple dans des épreuves du Grand Chelem, à l'Open d'Australie et à Wimbledon.
Sonya Jeyaseelan a remporté deux tournois WTA en double pendant sa carrière.

## Palmarès

### Titre en simple dames
Aucun

### Finale en simple dames
| No | Date       | Nom et lieu du tournoi  | Catégorie | Dotation  | Surface      | Vainqueure   | Score    |          |
| -- | ---------- | ----------------------- | --------- | --------- | ------------ | ------------ | -------- | -------- |
| 1  | 16/02/1998 | Copa Colsanitas, Bogota | Tier IV   | 107 500 $ | Terre (ext.) | Paola Suárez | 6-3, 6-4 | Parcours |

### Titres en double dames
| No | Date       | Nom et lieu du tournoi                  | Catégorie | Dotation  | Surface      | Partenaire      | Finalistes                      | Score    |          |
| -- | ---------- | --------------------------------------- | --------- | --------- | ------------ | --------------- | ------------------------------- | -------- | -------- |
| 1  | 22/05/2000 | Internationaux de Strasbourg Strasbourg | Tier III  | 170 000 $ | Terre (ext.) | Florencia Labat | Kim Grant María Vento-Kabchi    | 6-4, 6-3 | Parcours |
| 2  | 19/05/2003 | Internationaux de Strasbourg Strasbourg | Tier III  | 170 000 $ | Terre (ext.) | Maja Matevžič   | Laura Granville Jelena Kostanić | 6-4, 6-4 | Parcours |

### Finale en double dames
| No | Date       | Nom et lieu du tournoi        | Catégorie | Dotation  | Surface      | Vainqueures                    | Partenaire   | Score         |          |
| -- | ---------- | ----------------------------- | --------- | --------- | ------------ | ------------------------------ | ------------ | ------------- | -------- |
| 1  | 12/07/1999 | Torneo Internazionale Palerme | Tier IVa  | 142 500 $ | Terre (ext.) | Tina Križan Katarina Srebotnik | Åsa Carlsson | 4-6, 6-3, 6-0 | Parcours |

## Parcours en Grand Chelem

### En simple dames
| Année | Open d'Australie | Open d'Australie | Internationaux de France | Internationaux de France | Wimbledon       | Wimbledon       | US Open        | US Open         |
| ----- | ---------------- | ---------------- | ------------------------ | ------------------------ | --------------- | --------------- | -------------- | --------------- |
| 1996  | 1er tour (1/64)  | Nancy Feber      | -                        | -                        | -               | -               | -              | -               |
| 1997  | -                | -                | 1er tour (1/64)          | Ruxandra Dragomir        | -               | -               | -              | -               |
| 1998  | 2e tour (1/32)   | Joannette Kruger | 2e tour (1/32)           | Åsa Svensson             | 1er tour (1/64) | Cara Black      | -              | -               |
| 1999  | 1er tour (1/64)  | Miho Saeki       | 1er tour (1/64)          | Anna Smashnova           | 1er tour (1/64) | Nadia Petrova   | -              | -               |
| 2000  | 3e tour (1/16)   | Jana Kandarr     | 2e tour (1/32)           | Arantxa Sánchez          | 3e tour (1/16)  | Lisa Raymond    | 2e tour (1/32) | Arantxa Sánchez |
| 2001  | 1er tour (1/64)  | Amanda Coetzer   | 1er tour (1/64)          | Anke Huber               | 1er tour (1/64) | Kristie Boogert | -              | -               |

À droite du résultat, l’ultime adversaire.

### En double dames
| Année | Open d'Australie             | Open d'Australie            | Internationaux de France     | Internationaux de France  | Wimbledon                     | Wimbledon                  | US Open                       | US Open                    |
| ----- | ---------------------------- | --------------------------- | ---------------------------- | ------------------------- | ----------------------------- | -------------------------- | ----------------------------- | -------------------------- |
| 1996  | -                            | -                           | 1er tour (1/32) Laxmi Poruri | Silke Meier H. Nagyová    | 1er tour (1/32) Rene Simpson  | A. Coetzer Gorrochategui   | 1/4 de finale Rene Simpson    | G. Fernández N. Zvereva    |
| 1997  | 1er tour (1/32) Rene Simpson | Park Sung-hee Wang Shi-Ting | 1er tour (1/32) Janet Lee    | A. Coetzer Mary Pierce    | 1er tour (1/32) Rene Simpson  | Yayuk Basuki Caroline Vis  | 2e tour (1/16) Rene Simpson   | A. Fusai N. Tauziat        |
| 1998  | 1er tour (1/32) Rene Simpson | P. Schnyder B. Schultz      | 1er tour (1/32) Rene Simpson | C. Cristea L. Montalvo    | 2e tour (1/16) Rene Simpson   | N. Kijimuta Nana Miyagi    | 2e tour (1/16) Rene Simpson   | Lisa Raymond Rennae Stubbs |
| 1999  | 1er tour (1/32) Sandra Cacic | Lisa Raymond Rennae Stubbs  | 1er tour (1/32) Melicharová  | Laura Golarsa J. Husárová | 1er tour (1/32) Åsa Svensson  | Nicole Arendt M. Bollegraf | 1er tour (1/32) Åsa Svensson  | MJ Fernández Monica Seles  |
| 2000  | 3e tour (1/8) P. Schnyder    | A. Kournikova B. Schett     | 1er tour (1/32) F. Labat     | A. Fusai N. Tauziat       | 1er tour (1/32) J. Kostanić   | A. Coetzer Lori McNeil     | 2e tour (1/16) Åsa Svensson   | Els Callens D. Monami      |
| 2001  | 1er tour (1/32) K. Habšudová | S. Asagoe Yuka Yoshida      | 2e tour (1/16) K. Habšudová  | S. Testud Roberta Vinci   | 1er tour (1/32) Erika de Lone | T. Garbin J. Husárová      | 3e tour (1/8) Krasnoroutskaïa | Lisa Raymond Rennae Stubbs |
| 2002  | -                            | -                           | -                            | -                         | -                             | -                          | 2e tour (1/16) Erika de Lone  | E. Gagliardi H. Nagyová    |
| 2003  | -                            | -                           | 2e tour (1/16) J. Kostanić   | Petra Mandula P. Wartusch | 1er tour (1/32) C. Dhenin     | R. Dragomir Andreea Vanc   | 1er tour (1/32) J. Kostanić   | S. Cohen T. Perebiynis     |
| 2004  | 2e tour (1/16) J. Kostanić   | Yan Zi Zheng Jie            | 1er tour (1/32) M. Maleeva   | A. Cargill Nana Miyagi    | -                             | -                          | -                             | -                          |

Sous le résultat, la partenaire ; à droite, l’ultime équipe adverse.

### En double mixte
| Année | Open d'Australie | Open d'Australie | Internationaux de France      | Internationaux de France   | Wimbledon                    | Wimbledon                 | US Open | US Open |
| ----- | ---------------- | ---------------- | ----------------------------- | -------------------------- | ---------------------------- | ------------------------- | ------- | ------- |
| 1997  | -                | -                | 1er tour (1/32) Tom Kempers   | R. McQuillan D. Macpherson | 1er tour (1/32) S. Noteboom  | Lori McNeil T. Middleton  | -       | -       |
| 1998  | -                | -                | -                             | -                          | 3e tour (1/8) D. Johnson     | Mirjana Lučić M. Bhupathi | -       | -       |
| 1999  | -                | -                | 1er tour (1/32) A. Kratzmann  | A. Sidot A. Clément        | 1er tour (1/32) David Roditi | Lisa Raymond Leander Paes | -       | -       |
| 2000  | -                | -                | 1er tour (1/32) Martín García | C. Cristea Bob Bryan       | 2e tour (1/16) Mike Bryan    | M. de Swardt David Adams  | -       | -       |
| 2001  | -                | -                | -                             | -                          | 1er tour (1/32) Paul Hanley  | B. Rittner K. Braasch     | -       | -       |
| 2003  | -                | -                | -                             | -                          | 2e tour (1/16) Daniel Nestor | Cara Black Wayne Black    | -       | -       |

Sous le résultat, le partenaire ; à droite, l’ultime équipe adverse.

## Parcours aux Jeux olympiques

### En simple dames
| # | Date       | Nom de l'olympiade   | Surface    | Résultat        | Ultime adversaire | Score    |          |
| - | ---------- | -------------------- | ---------- | --------------- | ----------------- | -------- | -------- |
| 1 | 19/09/2000 | Olympic Games Sydney | Dur (ext.) | 1er tour (1/32) | Sabine Appelmans  | 7-5, 6-2 | Parcours |

### En double dames
| # | Date       | Nom de l'olympiade   | Surface    | Résultat        | Partenaire   | Ultimes adversaires            | Score    |          |
| - | ---------- | -------------------- | ---------- | --------------- | ------------ | ------------------------------ | -------- | -------- |
| 1 | 19/09/2000 | Olympic Games Sydney | Dur (ext.) | 1er tour (1/16) | Vanessa Webb | Serena Williams Venus Williams | 6-3, 6-1 | Parcours |

## Parcours en Fed Cup
| #                                                               | Date       | Lieu       | Surface      | Gagnante(s)                           | Perdante(s)                   | Score         |          |
|                                                                 |            |            |              |                                       |                               |               |          |
| 1997 - Barrage (groupe mondial II) - Slovaquie - Canada - 5 : 0 |            |            |              |                                       |                               |               |          |
| 1                                                               | 12/07/1997 | Bratislava | Terre (ext.) | Karina Habšudová Katarína Studeníková | Sonya Jeyaseelan Rene Simpson | 4-6, 2-0, ab. | Parcours |
|                                                                 |            |            |              |                                       |                               |               |          |
| 2003 - Barrage (groupe mondial I) - Autriche - Canada - 4 : 1   |            |            |              |                                       |                               |               |          |
| 2                                                               | 19/07/2003 | Neudörfl   | Terre (ext.) | Sonya Jeyaseelan Vanessa Webb         | Sybille Bammer Evelyn Fauth   | 7-5, 6-2      | Parcours |

## Classements WTA en fin de saison

### En simple
| Année | 1992 | 1993 | 1994 | 1995 | 1996 | 1997 | 1998 | 1999 | 2000 | 2001 | 2002 | 2003 |
| Rang  | 787  | 223  | 164  | 181  | 167  | 96   | 110  | 149  | 49   | 333  | 512  | 314  |

Source : (en) « Classements de Sonya Jeyaseelan », sur le site officiel du WTA Tour

### En double
| Année | 1993 | 1994 | 1995 | 1996 | 1997 | 1998 | 1999 | 2000 | 2001 | 2002 | 2003 |
| Rang  | 488  | 648  | 220  | 62   | 96   | 96   | 60   | 49   | 88   | 205  | 98   |

Source : (en) « Classements de Sonya Jeyaseelan », sur le site officiel du WTA Tour